# Ліга націй УЄФА 2020—2021 (Ліга B)
Ліга націй УЄФА 2020–2021 — Ліга B (англ. 2020–21 UEFA Nations League B) — другий дивізіон Ліги націй УЄФА 2020—2021, що пройде у 2020–2021 роках за участю чоловічих збірних команд 16 членів асоціацій УЄФА.

## Формат
В цьому сезоні Лігу B розширили з 12 до 16 команд. В лігу потрапили команди, що посіли з 17 по 32 місце в загальному рейтингу Ліги націй 2018—19, які були поділені на 4 групи по 4 команди кожна. Кожна команда грає 6 матчів (вдома та на виїзді з кожною командою в своїй групі). Команди грають подвійні тури (по 2 матчі поспіль) у вересні, жовтні та листопаді. Переможець кожної групи отримає путівку до Ліги A Ліги націй 2022—23, а команди з кожної групи, що зайняли 4-е місце, вилітають до Ліги C Ліги націй 2022—23.

## Учасники

### Зміни в списку учасників
Після сезону 2018-19 у списку учасників відбулися наступні зміни:
| З Ліги C                                                    | З Ліги C                                                       |
| ----------------------------------------------------------- | -------------------------------------------------------------- |
| Переможці груп: - Фінляндія - Норвегія - Шотландія - Сербія | Після зміни формату: - Болгарія - Угорщина - Ізраїль - Румунія |

| До Ліги A                                         |
| ------------------------------------------------- |
| - Боснія і Герцеговина - Данія - Швеція - Україна |

Зміни, які не відбулися після зміни формату:
| Мали вилітати з Ліги A                     |
| ------------------------------------------ |
| - Хорватія - Німеччина - Ісландія - Польща |

| Мали вилітати до Ліги C                                 |
| ------------------------------------------------------- |
| - Північна Ірландія - Ірландія - Словаччина - Туреччина |

### Жеребкування
Для жеребкування команди було поділено на кошики на основі загального рейтингу Ліги націй 2018-19, але з невеликими змінами: команди, які мали вилітати з ліги за результатами попереднього сезону, знаходяться в рейтингу одразу після команд, що за результатами попереднього сезону отримали підвищення (до зміни формату). Склад кошиків було підтвердженно 4 грудня 2019 та був оснований на загальному рейтингу.
| Команда | Рейт |
| ------- | ---- |
| Росія   | 17   |
| Австрія | 18   |
| Уельс   | 19   |
| Чехія   | 20   |

| Команда   | Рейт |
| --------- | ---- |
| Шотландія | 21   |
| Норвегія  | 22   |
| Сербія    | 23   |
| Фінляндія | 24   |

| Команда           | Рейт |
| ----------------- | ---- |
| Словаччина        | 25   |
| Туреччина         | 26   |
| Ірландія          | 27   |
| Північна Ірландія | 28   |

| Команда  | Рейт |
| -------- | ---- |
| Болгарія | 29   |
| Ізраїль  | 30   |
| Угорщина | 31   |
| Румунія  | 32   |

Жеребкування групових етапів відбулося у Амстердамі (Нідерланди) о 19:00 EET (18:00 CET) 3 березня 2020. В кожну групу потрапляє одна команда з кожного кошику.

## Групи
3 березня 2020, після жеребкування, УЄФА затвердили календар турніру. 17 червня 2020 Виконавчий комітет УЄФА поправили розклад групових етапів (матчів, запланованих на жовтень та листопад), щоб звільнити час для проведення плей-оф кваліфікації Євро 2020. Після цих змін, УЄФА опублікували остаточний розклад на жовтень та листопад 26 червня 2020.
Час вказано в EET/EEST (місцевий час, якщо відрізняється, вказано в дужках).

### Група 1
| Поз | Команда               | І | В | Н | П | ГЗ | ГП | РГ | О  | Підвищення або пониження |     | Австрія | Норвегія | Румунія | Північна Ірландія |
| --- | --------------------- | - | - | - | - | -- | -- | -- | -- | ------------------------ | --- | ------- | -------- | ------- | ----------------- |
| 1   | Австрія (P)           | 6 | 4 | 1 | 1 | 9  | 6  | +3 | 13 | Вихід у Лігу A           |     | —       | 1:1      | 2:3     | 2:1               |
| 2   | Норвегія              | 6 | 3 | 1 | 2 | 12 | 7  | +5 | 10 |                          |     | 1:2     | —        | 4:0     | 1:0               |
| 3   | Румунія               | 6 | 2 | 2 | 2 | 8  | 9  | −1 | 8  |                          | 0:1 | 3:0     | —        | 1:1     |                   |
| 4   | Північна Ірландія (R) | 6 | 0 | 2 | 4 | 4  | 11 | −7 | 2  | Виліт в Лігу C           |     | 0:1     | 1:5      | 1:1     | —                 |

1. ↑  У матчі Румунія ‒ Норвегія було призначено технічну перемогу з рахунком 3:0 збірній Румунії після того, як матч було скасовано, оскільки збірна Норвегії не змогла приїхати на матч через позитивний результат тесту на SARS-CoV-2 серед гравців.

| 4 вересня 2020 21:45 |

| Румунія      | 1:1      | Північна Ірландія |
| ------------ | -------- | ----------------- |
| - Пушкаш 25' | Протокол | - Уайт 86'        |

| Національ, Бухарест · Глядачів: 0 · Арбітр: Франсуа Летекс'є ( Франція) |

| 4 вересня 2020 21:45 (20:45 CEST) |

| Норвегія     | 1:2      | Австрія                              |
| ------------ | -------- | ------------------------------------ |
| - Голанд 66' | Протокол | - Грегорич 35' - Забітцер 54' (пен.) |

| Уллевол, Осло · Глядачів: 0 · Арбітр: Маттіас Гестраніус ( Фінляндія) |

| 7 вересня 2020 21:45 (19:45 BST) |

| Північна Ірландія | 1:5      | Норвегія                                          |
| ----------------- | -------- | ------------------------------------------------- |
| - Макнейр 7'      | Протокол | - Ельюнуссі 3' - Голанд 8', 59' - Серлот 20', 48' |

| Віндзор Парк, Белфаст · Глядачів: 0 · Арбітр: Бартош Франковський ( Польща) |

| 7 вересня 2020 21:45 (20:45 CEST) |

| Австрія                         | 2:3      | Румунія                                |
| ------------------------------- | -------- | -------------------------------------- |
| - Баумгартнер 18' - Онісіво 82' | Протокол | - Алібек 4' - Грігоре 52' - Максім 71' |

| Вертерзее-Штадіон, Клагенфурт · Глядачів: 0 · Арбітр: Глен Нюберг ( Швеція) |

| 11 жовтня 2020 19:00 (18:00 CEST) |

| Норвегія                            | 4:0      | Румунія |
| ----------------------------------- | -------- | ------- |
| - Голанд 13', 64', 74' - Серлот 39' | Протокол |         |

| Уллевол, Осло · Арбітр: Іван Кружляк ( Словаччина) |

| 11 жовтня 2020 21:45 (19:45 BST) |

| Північна Ірландія | 0:1      | Австрія        |
| ----------------- | -------- | -------------- |
|                   | Протокол | - Грегорич 42' |

| Віндзор Парк, Белфаст · Арбітр: Петр Арделеану ( Чехія) |

| 14 жовтня 2020 21:45 (20:45 CEST) |

| Норвегія          | 1:0      | Північна Ірландія |
| ----------------- | -------- | ----------------- |
| - Даллас 68' (аг) | Протокол |                   |

| Уллевол, Осло · Арбітр: Крісто Тогвер ( Естонія) |

| 14 жовтня 2020 21:45 |

| Румунія | 0:1      | Австрія    |
| ------- | -------- | ---------- |
|         | Протокол | - Шепф 76' |

| Іліє Оане, Плоєшті · Арбітр: Даніель Стефаньський ( Польща) |

| 15 листопада 2020 21:45 |

| Румунія | 3:0 Технічна перемога | Норвегія |
| ------- | --------------------- | -------- |
|         | Протокол              |          |

| Національ, Бухарест · Арбітр: Алі Палабийик ( Туреччина) |

| 15 листопада 2020 21:45 (20:45 CET) |

| Австрія                | 2:1      | Північна Ірландія |
| ---------------------- | -------- | ----------------- |
| - Шауб 81' - Грбіч 87' | Протокол | - Магенніс 75'    |

| Ернст-Гаппель-Штадіон, Відень · Арбітр: Мауріціо Маріані ( Італія) |

| 18 листопада 2020 21:45 (19:45 GMT) |

| Північна Ірландія | 1:1      | Румунія        |
| ----------------- | -------- | -------------- |
| - Бойс 56'        | Протокол | - Бікфалві 81' |

| Віндзор Парк, Белфаст · Арбітр: Сандро Шерер ( Швейцарія) |

| 18 листопада 2020 21:45 (20:45 CET) |

| Австрія       | 1:1      | Норвегія    |
| ------------- | -------- | ----------- |
| - Грбіч 90+4' | Протокол | - Захід 61' |

| Ернст-Гаппель-Штадіон, Відень · Арбітр: Бенуа Бастьєн ( Франція) |

### Група 2
| Поз | Команда        | І | В | Н | П | ГЗ | ГП | РГ | О  | Підвищення або пониження |     | Чехія | Шотландія | Ізраїль | Словаччина |
| --- | -------------- | - | - | - | - | -- | -- | -- | -- | ------------------------ | --- | ----- | --------- | ------- | ---------- |
| 1   | Чехія (P)      | 6 | 4 | 0 | 2 | 9  | 5  | +4 | 12 | Вихід у Лігу A           |     | —     | 1:2       | 1:0     | 2:0        |
| 2   | Шотландія      | 6 | 3 | 1 | 2 | 5  | 4  | +1 | 10 |                          |     | 1:0   | —         | 1:1     | 1:0        |
| 3   | Ізраїль        | 6 | 2 | 2 | 2 | 7  | 7  | 0  | 8  |                          | 1:2 | 1:0   | —         | 1:1     |            |
| 4   | Словаччина (R) | 6 | 1 | 1 | 4 | 5  | 10 | −5 | 4  | Виліт в Лігу C           |     | 1:3   | 1:0       | 2:3     | —          |

| 4 вересня 2020 21:45 (20:45 BST) |

| Шотландія           | 1:1      | Ізраїль      |
| ------------------- | -------- | ------------ |
| - Кристі 45' (пен.) | Протокол | - Захаві 73' |

| Гемпден-Парк, Глазго · Глядачів: 0 · Арбітр: Славко Винчич ( Словенія) |

| 4 вересня 2020 21:45 (20:45 CEST) |

| Словаччина  | 1:3      | Чехія                                           |
| ----------- | -------- | ----------------------------------------------- |
| - Шранц 88' | Протокол | - Цоуфал 48' - Дочкал 53' (пен.) - Крменчик 86' |

| Національний, Братислава · Глядачів: 0 · Арбітр: Андріс Трейманіс ( Латвія) |

| 7 вересня 2020 21:45 |

| Ізраїль          | 1:1      | Словаччина  |
| ---------------- | -------- | ----------- |
| - Ельмікіс 90+2' | Протокол | - Дюриш 15' |

| Нетанья, Нетанья · Глядачів: 0 · Арбітр: Никола Дабанович ( Чорногорія) |

| 7 вересня 2020 21:45 (20:45 CEST) |

| Чехія       | 1:2      | Шотландія                       |
| ----------- | -------- | ------------------------------- |
| - Пешек 13' | Протокол | - Дайкс 28' - Крісті 53' (пен.) |

| Андрув, Оломоуць · Глядачів: 0 · Арбітр: Сердар Гезюбююк ( Нідерланди) |

| 11 жовтня 2020 21:45 |

| Ізраїль      | 1:2      | Чехія                            |
| ------------ | -------- | -------------------------------- |
| - Захаві 56' | Протокол | - Абу Ханна 14' (аг) - Видра 48' |

| Саммі Офер, Хайфа · Арбітр: Тьягу Мартінш ( Португалія) |

| 11 жовтня 2020 21:45 (19:45 BST) |

| Шотландія   | 1:0      | Словаччина |
| ----------- | -------- | ---------- |
| - Дайкс 54' | Протокол |            |

| Гемпден-Парк, Глазго · Арбітр: Давіде Масса ( Італія) |

| 14 жовтня 2020 21:45 (19:45 BST) |

| Шотландія    | 1:0      | Чехія |
| ------------ | -------- | ----- |
| - Фрейзер 6' | Протокол |       |

| Гемпден-Парк, Глазго · Арбітр: Фелікс Цваєр ( Німеччина) |

| 14 жовтня 2020 21:45 (20:45 CEST) |

| Словаччина             | 2:3      | Ізраїль                |
| ---------------------- | -------- | ---------------------- |
| - Гамшик 16' - Мак 38' | Протокол | - Захаві 68', 76', 89' |

| Стадіон імені Антона Малатинського, Трнава · Арбітр: Алехандро Ернандес Ернандес ( Іспанія) |

| 15 листопада 2020 16:00 (15:00 CET) |

| Словаччина   | 1:0      | Шотландія |
| ------------ | -------- | --------- |
| - Грегуш 32' | Протокол |           |

| Стадіон імені Антона Малатинського, Трнава · Арбітр: Іштван Ковач ( Румунія) |

| 15 листопада 2020 21:45 (20:45 CET) |

| Чехія       | 1:0      | Ізраїль |
| ----------- | -------- | ------- |
| - Даріда 7' | Протокол |         |

| Дусан Арена, Плзень · Арбітр: Срджан Йованович ( Сербія) |

| 18 листопада 2020 21:45 |

| Ізраїль       | 1:0      | Шотландія |
| ------------- | -------- | --------- |
| - Соломон 44' | Протокол |           |

| Нетанья, Нетанья · Арбітр: Павел Рачковський ( Польща) |

| 18 листопада 2020 21:45 (20:45 CET) |

| Чехія                       | 2:0      | Словаччина |
| --------------------------- | -------- | ---------- |
| - Соучек 17' - Ондрашек 55' | Протокол |            |

| Дусан Арена, Плзень · Арбітр: Джюнейт Чакир ( Туреччина) |

### Група 3
| Поз | Команда       | І | В | Н | П | ГЗ | ГП | РГ | О  | Підвищення або пониження |     | Угорщина | Росія | Сербія | Туреччина |
| --- | ------------- | - | - | - | - | -- | -- | -- | -- | ------------------------ | --- | -------- | ----- | ------ | --------- |
| 1   | Угорщина (P)  | 6 | 3 | 2 | 1 | 7  | 4  | +3 | 11 | Вихід у Лігу A           |     | —        | 2:3   | 1:1    | 2:0       |
| 2   | Росія         | 6 | 2 | 2 | 2 | 9  | 12 | −3 | 8  |                          |     | 0:0      | —     | 3:1    | 1:1       |
| 3   | Сербія        | 6 | 1 | 3 | 2 | 9  | 7  | +2 | 6  |                          | 0:1 | 5:0      | —     | 0:0    |           |
| 4   | Туреччина (R) | 6 | 1 | 3 | 2 | 6  | 8  | −2 | 6  | Виліт в Лігу C           |     | 0:1      | 3:2   | 2:2    | —         |

1. 1 2  Кількість голів на виїзді в очних зустрічах: Сербія 2, Туреччина 0

| 3 вересня 2020 21:45 |

| Туреччина | 0:1      | Угорщина       |
| --------- | -------- | -------------- |
|           | Протокол | - Собослаї 81' |

| Yeni Sivas 4 Eylül Stadyumu, Сівас · Глядачів: 0 · Арбітр: Артур Діаш ( Португалія) |

| 3 вересня 2020 21:45 |

| Росія                                  | 3:1      | Сербія            |
| -------------------------------------- | -------- | ----------------- |
| - Дзюба 49' (пен.), 82' - Караваєв 70' | Протокол | - А. Митрович 79' |

| ВТБ-Арена, Москва · Глядачів: 0 · Арбітр: Вільям Коллам, ( Шотландія) |

| 6 вересня 2020 19:00 (18:00 CEST) |

| Угорщина                   | 2:3      | Росія                                             |
| -------------------------- | -------- | ------------------------------------------------- |
| - Шоллоі 63' - Николич 71' | Протокол | - Міранчук 16' - Оздоєв 35' - Маріо Фернандес 47' |

| Пушкаш Арена, Будапешт · Глядачів: 0 · Арбітр: Мауріціо Маріані ( Італія) |

| 6 вересня 2020 21:45 (20:45 CEST) |

| Сербія | 0:0      | Туреччина |
| ------ | -------- | --------- |
|        | Протокол |           |

| Стадіон імені Райко Митича, Белград · Глядачів: 0 · Арбітр: Олексій Кульбаков ( Білорусь) |

| 11 жовтня 2020 21:45 (20:45 CEST) |

| Сербія | 0:1      | Угорщина      |
| ------ | -------- | ------------- |
|        | Протокол | - Кенівеш 20' |

| Стадіон імені Райко Митича, Белград · Арбітр: Сандро Шерер ( Швейцарія) |

| 11 жовтня 2020 21:45 |

| Росія          | 1:1      | Туреччина     |
| -------------- | -------- | ------------- |
| - Міранчук 28' | Протокол | - Караман 62' |

| ВТБ-Арена, Москва · Арбітр: Матей Юг ( Словенія) |

| 14 жовтня 2020 21:45 |

| Туреччина                    | 2:2      | Сербія                                          |
| ---------------------------- | -------- | ----------------------------------------------- |
| - Чалханоглу 57' - Туфан 76' | Протокол | - Милинкович-Савич 22' - А. Митрович 49' (пен.) |

| Тюрк-Телеком-Арена, Стамбул · Арбітр: Георгі Кабаков ( Болгарія) |

| 14 жовтня 2020 21:45 |

| Росія | 0:0      | Угорщина |
| ----- | -------- | -------- |
|       | Протокол |          |

| ВТБ-Арена, Москва · Арбітр: Майкл Олівер ( Англія) |

| 15 листопада 2020 19:00 (20:00 TRT) |

| Туреччина                                    | 3:2      | Росія                      |
| -------------------------------------------- | -------- | -------------------------- |
| - Караман 26' - Юндер 32' - Тосун 52' (пен.) | Протокол | - Черишев 11' - Кузяєв 57' |

| Шюкрю Сараджоглу, Стамбул · Арбітр: Шимон Марциняк ( Польща) |

| 15 листопада 2020 21:45 (20:45 CET) |

| Угорщина      | 1:1      | Сербія         |
| ------------- | -------- | -------------- |
| - Кальмар 39' | Протокол | - Радоньїч 17' |

| Пушкаш Арена, Будапешт · Арбітр: Глен Нюберг ( Швеція) |

| 18 листопада 2020 21:45 (20:45 CET) |

| Сербія                                                            | 5:0      | Росія |
| ----------------------------------------------------------------- | -------- | ----- |
| - Радоньїч 10' - Йович 25', 45+1' - Влахович 41' - Младенович 64' | Протокол |       |

| Стадіон імені Райко Митича, Белград · Арбітр: Даніель Стефаньський ( Польща) |

| 18 листопада 2020 21:45 (20:45 CET) |

| Угорщина                  | 2:0      | Туреччина |
| ------------------------- | -------- | --------- |
| - Шигер 57' - Варга 90+5' | Протокол |           |

| Пушкаш Арена, Будапешт · Арбітр: Іван Кружляк ( Словаччина) |

### Група 4
| Поз | Команда      | І | В | Н | П | ГЗ | ГП | РГ | О  | Підвищення або пониження |     | Уельс | Фінляндія | Республіка Ірландія | Болгарія |
| --- | ------------ | - | - | - | - | -- | -- | -- | -- | ------------------------ | --- | ----- | --------- | ------------------- | -------- |
| 1   | Уельс (P)    | 6 | 5 | 1 | 0 | 7  | 1  | +6 | 16 | Вихід у Лігу A           |     | —     | 3:1       | 1:0                 | 1:0      |
| 2   | Фінляндія    | 6 | 4 | 0 | 2 | 7  | 5  | +2 | 12 |                          |     | 0:1   | —         | 1:0                 | 2:0      |
| 3   | Ірландія     | 6 | 0 | 3 | 3 | 1  | 4  | −3 | 3  |                          | 0:0 | 0:1   | —         | 0:0                 |          |
| 4   | Болгарія (R) | 6 | 0 | 2 | 4 | 2  | 7  | −5 | 2  | Виліт в Лігу C           |     | 0:1   | 1:2       | 1:1                 | —        |

| 3 вересня 2020 21:45 |

| Болгарія    | 1:1      | Ірландія      |
| ----------- | -------- | ------------- |
| - Краєв 57' | Протокол | - Даффі 90+4' |

| Васил Левський, Софія · Глядачів: 0 · Арбітр: Манунель Шюттенгрубер ( Австрія) |

| 3 вересня 2020 21:45 |

| Фінляндія | 0:1      | Уельс     |
| --------- | -------- | --------- |
|           | Протокол | - Мур 81' |

| Олімпійський стадіон, Гельсінкі · Глядачів: 0 · Арбітр: Даніель Зіберт ( Німеччина) |

| 6 вересня 2020 16:00 (14:00 BST) |

| Уельс              | 1:0      | Болгарія |
| ------------------ | -------- | -------- |
| - Н. Вільямс 90+5' | Протокол |          |

| Кардіфф Сіті Стедіум, Кардіфф · Глядачів: 0 · Арбітр: Фабіу Веріссіму ( Португалія) |

| 6 вересня 2020 19:00 (17:00 IST) |

| Ірландія | 0:1      | Фінляндія   |
| -------- | -------- | ----------- |
|          | Протокол | - Єнсен 65' |

| Авіва, Дублін · Глядачів: 0 · Арбітр: Фабіо Мареска ( Італія) |

| 11 жовтня 2020 16:00 (14:00 IST) |

| Ірландія | 0:0      | Уельс |
| -------- | -------- | ----- |
|          | Протокол |       |

| Авіва, Дублін · Арбітр: Анастасіос Сідіропулос ( Греція) |

| 11 жовтня 2020 19:00 |

| Фінляндія                | 2:0      | Болгарія |
| ------------------------ | -------- | -------- |
| - Тейлор 52' - Єнсен 67' | Протокол |          |

| Олімпійський стадіон, Гельсінкі · Арбітр: Ерік Ламбрехтс ( Бельгія) |

| 14 жовтня 2020 19:00 |

| Фінляндія   | 1:0      | Ірландія |
| ----------- | -------- | -------- |
| - Єнсен 66' | Протокол |          |

| Олімпійський стадіон, Гельсінкі · Арбітр: Ліонель Чуді ( Швейцарія) |

| 14 жовтня 2020 21:45 |

| Болгарія | 0:1      | Уельс             |
| -------- | -------- | ----------------- |
|          | Протокол | - Дж. Вільямс 85' |

| Васил Левський, Софія · Арбітр: Аліяр Агаєв ( Азербайджан) |

| 15 листопада 2020 19:00 |

| Болгарія           | 1:2      | Фінляндія              |
| ------------------ | -------- | ---------------------- |
| - Ілієв 68' (пен.) | Протокол | - Пуккі 7' - Лод 45+1' |

| Васил Левський, Софія · Арбітр: Донатас Румшас ( Литва) |

| 15 листопада 2020 19:00 (17:00 GMT) |

| Уельс       | 1:0      | Ірландія |
| ----------- | -------- | -------- |
| - Брукс 67' | Протокол |          |

| Кардіфф Сіті Стедіум, Кардіфф · Арбітр: Петр Арделеану ( Чехія) |

| 18 листопада 2020 21:45 (19:45 GMT) |

| Ірландія | 0:0      | Болгарія |
| -------- | -------- | -------- |
|          | Протокол |          |

| Авіва, Дублін · Арбітр: Лоуренс Віссер ( Бельгія) |

| 18 листопада 2020 21:45 (19:45 GMT) |

| Уельс                               | 3:1      | Фінляндія   |
| ----------------------------------- | -------- | ----------- |
| - Вілсон 29' - Джеймс 46' - Мур 84' | Протокол | - Пуккі 63' |

| Кардіфф Сіті Стедіум, Кардіфф · Арбітр: Хесус Хіль Мансано ( Іспанія) |

## Найкращі бомбардири
Протягом турніру було забито  104 голів у 47 матчах, з середнім показником 2.21 голів за матч.
6 голів
- Голанд

5 голів
- Захаві

3 голи
- Серлот
- Єнсен

2 голи
- Грбіч
- Грегорич
- Дзюба
- Міранчук
- Йович
- А. Митрович
- Радоньїч
- Караман
- Мур
- Пуккі
- Дайкс
- Кристі

1 гол
- Баумгартнер
- Забітцер
- Онісіво
- Шауб
- Шепф
- Ілієв
- Краєв
- Ельмікіс
- Соломон
- Даффі
- Ельюнуссі
- Захід
- Бойс
- Магенніс
- Макнейр
- Уайт
- Караваєв
- Кузяєв
- Оздоєв
- Маріо Фернандес
- Черишев
- Алібек
- Бікфалві
- Грігоре
- Максім
- Пушкаш
- Влахович
- Милинкович-Савич
- Младенович
- Гамшик
- Грегуш
- Дюриш
- Мак
- Шранц
- Тосун
- Туфан
- Чалханоглу
- Юндер
- Варга
- Кальмар
- Кенівеш
- Николич
- Собослаї
- Шигер
- Шоллоі
- Брукс
- Вілсон
- Дж. Вільямс
- Н. Вільямс
- Джеймс
- Лод
- Тейлор
- Видра
- Даріда
- Дочкал
- Крменчик
- Ондрашек
- Пешек
- Соучек
- Цоуфал
- Фрейзер

1 автогол
- Абу Ханна (проти Чехії)
- Даллас (проти Норвегії)

## Загальний рейтинг
| Рей | Груп | Команда           | І | В | Н | П | ГЗ | ГП | РГ | О  |
| --- | ---- | ----------------- | - | - | - | - | -- | -- | -- | -- |
| 17  | B4   | Уельс             | 6 | 5 | 1 | 0 | 7  | 1  | +6 | 16 |
| 18  | B1   | Австрія           | 6 | 4 | 1 | 1 | 9  | 6  | +3 | 13 |
| 19  | B2   | Чехія             | 6 | 4 | 0 | 2 | 9  | 5  | +4 | 12 |
| 20  | B3   | Угорщина          | 6 | 3 | 2 | 1 | 7  | 4  | +3 | 11 |
|     |      |                   |   |   |   |   |    |    |    |    |
| 21  | B4   | Фінляндія         | 6 | 4 | 0 | 2 | 7  | 5  | +2 | 12 |
| 22  | B1   | Норвегія          | 6 | 3 | 1 | 2 | 12 | 7  | +5 | 10 |
| 23  | B2   | Шотландія         | 6 | 3 | 1 | 2 | 5  | 4  | +1 | 10 |
| 24  | B3   | Росія             | 6 | 2 | 2 | 2 | 9  | 12 | −3 | 8  |
|     |      |                   |   |   |   |   |    |    |    |    |
| 25  | B3   | Сербія            | 6 | 1 | 3 | 2 | 9  | 7  | +2 | 6  |
| 26  | B1   | Румунія           | 6 | 2 | 2 | 2 | 8  | 9  | −1 | 8  |
| 27  | B2   | Ізраїль           | 6 | 2 | 2 | 2 | 7  | 7  | 0  | 8  |
| 28  | B4   | Ірландія          | 6 | 0 | 3 | 3 | 1  | 4  | −3 | 3  |
|     |      |                   |   |   |   |   |    |    |    |    |
| 29  | B3   | Туреччина         | 6 | 1 | 3 | 2 | 6  | 8  | −2 | 6  |
| 30  | B2   | Словаччина        | 6 | 1 | 1 | 4 | 5  | 10 | −5 | 4  |
| 31  | B4   | Болгарія          | 6 | 0 | 2 | 4 | 2  | 7  | −5 | 2  |
| 32  | B1   | Північна Ірландія | 6 | 0 | 2 | 4 | 4  | 11 | −7 | 2  |

## Позначки
1. ↑  Для матчів 1-4 туру (вересень та жовтень 2020) — в EEST (UTC+3), для матчів 5-6 туру (листопад 2020) — EET (UTC+2).
2. 1 2 3 4 5 6 7 8 9 10 11 12 13 14 15 16  Через пандемію коронавірусної хвороби 2019, усі матчі, заплановані на вересень 2020 будуть зіграні без глядачів.[17][18]
3. ↑  У матчі Румунія ‒ Норвегія було призначено технічну перемогу з рахунком 3:0 збірній Румунії після того, як уряд Норвегії заборонив збірній Норвегії подорожувати до Румунії через позитивний результат тесту на SARS-CoV-2 у гравців.[19]